# Студенты Азербайджанской Демократической Республики за границей
Студенты Азербайджанской Демократической Республики за границей — студенты, отправленные правительством Азербайджанской Демократической Республики (АДР) в начале 1920 года на учёбу в высшие учебные заведения стран Западной Европы, России и Турции. Всего было отправлено около 100 студентов из различных слоёв общества, для чего Министерству народного просвещения было выделено 7 млн. рублей.
После падения Азербайджанской Демократической Республики и советизации страны в результате ввода в страну Красной Армии, студенты продолжали своё образование. После завершения обучения многие из них вернулись на родину, где достигли немалых успехов, становились директорами заводов, руководителями нефтяных промыслов, руководящими работниками. Некоторые из них удостаивались правительственных наград, вплоть до ордена Ленина. Среди них были Ахмед Раджабли, Аслан Везирзаде, Ашраф Алиев, Самандар Ахундов, Теймур Асланов и др.
Однако, многие из них были в 30-х годах репрессированы органами НКВД по обвинению в шпионаже в пользу Германии и поддержке восстановления независимости Азербайджана.

## Решение об отправке студентов за рубеж
К концу 1919 года правительство Азербайджанской Демократической Республики провело ряд реформ в сфере образования. Были изданы учебники для начальных и средних школ, в различных регионах республики были открыты семинарии, основан Бакинский университет, принят закон о создании сельскохозяйственного института. Не ограничиваясь открытием университета, правительство страны искало пути подготовки нужных специалистов, в частности отправку азербайджанской молодёжи за границу для получения высшего образования. Несмотря на сложную военно-политическую ситуацию, было принято решение направить за границу азербайджанцев для обучения в вузах Европы. Мамед Эмин Расулзаде, перечисляя достижения Азербайджана, отмечал:
Для получения высшего образования в различных областях знаний — от архитектуры и народоведения до самолёто- и кораблестроения около 100 студентов-азербайджанцев за счёт государства были посланы в лучшие европейские учебные заведения.

### Постановление парламента
Летом 1919 года министерство просвещения республики внесло законопроект о выделении в 1919/20 учебном году 4 млн. рублей на отправку за границу 100 студентов по расчёту 36,5 тысяч рублей на содержание каждого из них. После завершения образования выпускники заграничных вузов должны были проработать на государственной службе в Азербайджане не менее двух лет. Студенты, пользовавшиеся государственной стипендией, должны были по окончании обучения четыре года работать по назначению правительства.
1 сентября 1919 года парламент республики постановил:
1. отпустить из средств государственного казначейства в распоряжение министра народного просвещения 7 миллионов рублей на отправку в 1919/20 уч. году ста абитуриентов и студентов в заграничные высшие учебные заведения;
2. студенты, пользовавшиеся государственной стипендией, по окончании учёбы обязаны служить четыре года там, где потребует правительство[4].

В связи с этим парламент указал: «Для обеспечения жизни и существования студентов должен быть установлен над ними надзор».

### Организационные вопросы
При обсуждении данного законопроекта ещё летом 1919 года во фракциях парламента были противоречия по поводу отправки за границу студентов из богатых семей. По мнению многих депутатов парламента, в число студентов следовало зачислить в основном представителей малоимущих слоёв, а сыновья состоятельных граждан должны были ехать и учиться за свой счёт. Отбор производился среди различных слоёв населения, его главным критерием была только одарённость граждан молодой республики. Один из отобранных студентов, репрессированный органами НКВД после возвращения на родину, вспоминал:
Было предложение направить на учёбу юношей из обеспеченных материально семей, однако созданный в то время студенческий комитет во главе с Мамед Гулу Гянджинским поддержал кандидатуры лиц из необеспеченных материально семей, нуждающихся в государственной поддержке.
В результате на учёбу отправили «лиц как зажиточных, так и малообеспеченных».
15 сентября 1919 года состоялось заседание парламента по вопросу о государственных стипендиях для едущих за границу студентов. В заседании приняли участие Мамед Эмин Расулзаде, Мехти Бек Гаджинский, Ахмед-бек Пепинов, Кара-бек Карабеков, Абдулла-бек Эфендиев, Айнуль-ханум Усуббекова, Бехбут-хан Джеваншир, Нейматулла-бек Шахтахтинский, Самандар Ахундов и представитель бакинского комитета студентов-мусульман Мамедгули Гаджинский.
Также была создана комиссия по организации отправки и распределению студентов. Ещё до принятия парламентом постановления об отправке студентов, летом 1919 года фракции «Иттихад» и «Ахрар» предлагали, чтобы половина едущих поступила на историко-филологический, естественный и физико-математический факультеты для того, чтобы вернуться на родину преподавателями средних учебных заведений. Но по специальностям студенты распределялись так: естествоведение — 8 человек, медицина — 8, горное дело — 7, механика — 11, химия — 3, электротехника — 8, строительство — 4, авиация — 2, агрономия — 3, экономика — 5, история и филология — 5, философия − 7, юридические науки — 6, политология — 3. К тому времени в комиссию поступили 280 заявлений. Преимуществом в отборе пользовались знающие азербайджанский язык («тюркский» по тогдашней терминологии) и язык той страны, куда студент командировался, имеющие аттестаты с высоким баллом, а также принадлежащие к неимущим слоям населения.

## Выезд студентов за границу

### Последние приготовления
Направляемые за границу избрали состоящее из 5 человек бюро для помощи комиссии по организации отправки. Председателем комиссии был избран Теймур Асланов, который вместе с Шахтахтинским выехал в Тифлис и Батуми для получения нужных пропусков. С целью обеспечения студентов бюро ходатайствовало перед министерством торговли и промышленности о выдаче каждому студенту 40 аршин (28,4 м) полотна, двух пар простыней, двух пар полотенец и полдюжины платков на сумму 2000 рублей, а также чая и сахара. Министерство эту просьбу удовлетворило.
Таким образом, 12 декабря 1919 года комиссия постановила зачислить в список государственных стипендиатов 100 человек. Ввиду инфляции вместо 400 франков постановили выдавать 500 франков, а также 200 франков на покупку обмундирования. Министерство финансов выдало каждому отъезжающему по 2600 франков.

### Отъезд студентов
Первая группа студентов выехала скорым поездом 14 января 1920 года. Провожать студентов прибыли члены парламента: Мамед Эмин Расулзаде, Ибрагим Абилов, Самед Ага Агамалы-оглы, Аслан-бек Сафикюрдский, А. Кязымзаде, Ахмед-бек Пепинов. От партии «Мусават» с напутственной речью выступил Расулзаде, от социал-демократической партии — Абилов, от социал-революционеров «Халгчи» — Сафикюрдский. Также выступили Самед Ага Агамалы-оглы, Пири Мурсалзаде, Аббаскули Кязимзаде и др. Ораторы пожелали студентам благополучно завершить образование в заграничных высших учебных заведениях и после приезда на родину приложить обретённые знания для процветания родного государства, которое тогда нуждалось в интеллигентных специалистах. Министр сельского хозяйства Ахмед-бек Пепинов, выступая от имени правительства, заверил студентов в том, что правительство не остановится ни перед какими расходами, необходимыми для получения образования за границей.
Затем студенты разместились в приготовленном для них вагоне, двери которого были украшены флагами Азербайджана. У всех было радостное настроение. Из вагона раздавались звуки тара и пение «Сегях», дружные возгласы: «Да здравствует Азербайджан!» (азерб. Yaşasın Azərbaycan!).
На остановках по пути следования — в Кюрдамире, Аджикабуле, Евлахе, Гяндже и других населённых пунктах люди приветствовали посланцев и желали им успехов. В Тифлисе студентам предоставили специальный вагон для отправления в Батуми. Затем они прибыли в Стамбул, где состоялся приём в азербайджанском посольстве. Из Стамбула командированные отправились в Рим, где юношей встречали сотрудники посольства Грузии. Наконец, 11 февраля 1920 года 78 студентов прибыли в Париж, на Лионский вокзал. Остальные были направлены учиться в Россию и Турцию.

## Годы учёбы

### Первые месяцы за границей
Путь специалистов проходил по маршруту Баку — Батуми — Стамбул — Тренто — Рим — Париж — Базель — Берлин. Однако, в архивных материалах перечень стран, куда планировался выезд абитуриентов, является противоречивым. Так, согласно источникам 1919 года (до выезда), парламент принял закон об отправке за границу на учёбу 100 абитуриентов. Среди стран же называются Англия — 10 человек, Италия — 23, Франция — 45, Турция − 9 и Россия — 13. Однако, протоколы допросов арестованных в 1930-х годах бывших выпускников вузов Германии показывают, что среди стран, где учились студенты, не было России и Великобритании. Многим из них задавали вопрос: «В каких странах и сколько студентов, направленных мусаватистским правительством, обучалось». Абсолютно все называли перечисленные выше страны, кроме России и Великобритании. Из протоколов допросов следовало, что количество людей по государствам было следующим: 10 человек в Турции, 20 — в Италии, 20 — во Франции и 50 — в Германии.
Принявший абитуриентов во Франции Алимардан-бек Топчибашев, организовал оформление соответствующих документов. После этого часть студентов была распределена по высшим учебным заведениям Франции, остальные же поехали в Германию. Таким образом, больше половины из тех, кого правительство Азербайджанской Демократической Республики направило учиться за границу, прибыли в Берлин. Так, на допросе в НКВД один из посланцев АДР Ашраф Алиев говорил:
В Германии мы были распределены следующим образом. В Берлине человек 10-12, в герцогстве Баден человек 13-15, во Фрайбург прибыло 7 человек вместе со мной.
29 февраля 1920 года министерством народного просвещения были дополнительно направлены 25 200 франков дипломатическому представителю Азербайджанской Республики в Стамбуле, а также 172 732 франка председателю азербайджанской делегации на мирной конференции в Париже Алимардан-беку Топчибашеву для удовлетворения нужд командированных студентов до 1 сентября 1920 года. Вскоре в Баку была получена радиотелеграмма Топчибашева о прибытии в Париж азербайджанских студентов. Тем не менее, материальное положение студентов, обучавшихся за границей, было не самым лучшим. Многие подрабатывали на жизнь, так как стипендия была небольшой и не всегда доставлялась вовремя. Но несмотря на материальные трудности, многие из командированных за границу студентов успешно завершили курс обучения и вернулись на родину квалифицированными специалистами.
В Германии в первые же месяцы учёбы посланники АДР создали свою общественную организацию — «Союз студентов-азербайджанцев в Германии» с центром в Берлине и отделениями в учебных заведениях Дармштадта, Фрайбурга, Лейпцига и др.

### После падения АДР
Через несколько месяцев после начала учёбы из Азербайджана пришла новость: «АДР оккупирована российскими большевиками». Помимо моральных потрясений и смены политической власти, это привело к тому, что было приостановлено получение стипендий из созданного парламентом АДР специального фонда. В связи с этим Комитет студентов-азербайджанцев в Германии в мае 1921 года направил в Баку одного из своих активистов — студента Горного института во Фрайбурге Ашрафа Алиева — с целью ведения переговоров с советским правительством Азербайджана о поддержке студентов, обучающихся в Западной Европе.
Переговоры в Баку привели к соглашению о возобновлении выдачи стипендий. При этом советскими органами были поставлены некоторые условия, среди которых было принятие студентами советского гражданства. Однако сумма стипендии, которую начало выдавать советское посольство в Берлине из бюджета Азербайджанской ССР, составляла примерно 30 долларов. Сначала деньги поступали нерегулярно, а с переездом председателя Совета Народных Комиссаров Азербайджанской ССР Наримана Нариманова на работу в Москву ситуация ухудшилась. Так, пришедшие к власти руководители стали делить студентов на «надёжных» и «неблагонадёжных». Всё это вынудило студентов работать в свободное от занятий время. В своей автобиографии Ашраф Алиев писал об этом периоде своей жизни:
В свободное время (во время каникул) я работал (почти 18 месяцев) на шахтах, промыслах и заводах в Саксонии, в провинции Ганновер, на Руре, на Рейне и в Эльзасе.
Учившийся в Париже Аждар-бек Ахундов писал жившему во Франции в эмиграции азербайджанскому публицисту Джейхуну Гаджибейли, бывшему членом азербайджанской делегации в Париже:
Глубокоуважаемый Джейхун бек!

Не могу выразить вам искреннюю благодарность за ваше внимание ко мне в такую тяжелую минуту…
 
…Я поступил к хозяевам вот уже до двух месяцев. Но до 1 июля я работал в Париже, там работа была легче, и я кое-как выносил, но они на лето приехали сюда (г. Динар, курорт во Франции) в их собственную виллу, и моя работа прибавилась в 10 раз, ибо тут приходится вставать в 6 утра и уходить в центр города за молоком. Это около 2,5 верст от виллы и при моем здоровье вы вообразите, что я переношу.

Придя в 8 часов домой, начинается работа, уборка квартиры из 14 комнат, пока уберу, ей-богу, ноги дрожат от усталости и слабости, кроме того, приходится помогать на кухне… и так до 10 часов вечера.

Простите, ради Бога, что я сейчас плачу и не могу продолжать писать… Ради Бога, спасите меня, я боюсь, что от испуга сойду с ума… Остаюсь преданный вам

Аждар бек…
Двое из студентов — Шихзаманов и Измаил Алиев — попали в тюрьму за неуплату долгов. Студент-кораблестроитель Абдул-Гусейн Дадашев писал Джейхуну Гаджибейли из Германии, что правительство исключило его из списка вместе с несколькими студентами. Причиной этого Дадашев назвал «здешних товарищей, мнения которых не сошлись с его взглядами».
Назначенный ещё в 1919 году ответственным за молодежь, обучавшуюся за границей, доктор Бахрам Ахундов, находясь в Стамбуле, 21 июля 1922 года писал в Париж Джейхуну Гаджибейли о положении студентов, что работая в Баку более 2 месяцев для студентов, он своими руками приготовил в комиссии около 200 бриллиантов и послал через Москву с двумя студентами. Не зная, как они их реализовали, Ахундов отмечал, что Нариманов об этом написал письмо в Берлинское представительство. Ахундов также писал, что в связи с отсутствием Нариманова положение студентов полностью изменилось. «Я не забываю их и не забуду. По приезде в Баку буду работать для них, они нам нужны, лишь бы они учились», — писал Ахундов.

## После завершения учёбы

### Судьба оставшихся за границей
Некоторые студенты после завершения обучения не пожелали вернуться в советский Азербайджан, решив остаться за границей и жить в эмиграции. К их числу относится Хилал Мунши, который был направлен правительством АДР на учёбу в Германию. С 1928 года он вёл организационную работу по решению руководящих органов азербайджанской эмиграции. С 1930 года работал техническим редактором сначала газеты «Истиклал» («Независимость»), а затем «Куртулуш» («Спасение»). В 1930 году Мунши издал брошюру об Азербайджане на немецком языке. Также устанавливал связи с общественными кругами и прессой.
Отправленный на учёбу в Парижский университет сын председателя азербайджанской делегации на Парижской мирной конференции Алимардан-бека Топчибашева Рашид-бек Топчибашев после падения АДР и установления в Азербайджане советской власти отказался от предложенной советским руководством страны стипендии. Топчибашев был личным секретарём председателя делегации. Он скончался в Париже в 1926 году в возрасте 26 лет.
Направленный правительством АДР за границу Аббас бей Атамалибеков учился в Парижском университете на факультете кораблестроения. Был секретарём азербайджанской делегации на Парижской мирной конференции. После завершения обучения продолжал политическую деятельность в Париже, окончил Школу Политических Наук Парижа. Состоял в группе Мамед Амина Расулзаде. После кончины Алимардан-бека Топчибашева (1934 год) был лидером азербайджанских эмигрантов во Франции. После оккупации Франции Германией проживал в Берлине, где работал в Комитете Красного Креста и сыграл большую роль в спасении пленных азербайджанских солдат во время Великой Отечественной войны. Состоял в группе вместе с А. Фаталибейли-Дуденгинским и Ф. Амирджанлы), связанной с деятельностью Азербайджанского легиона. После Второй мировой войны проживал в Чили, а в 1967 году переехал в США, где и скончался в 1971 году.
Не вернулся на родину и учившийся на медицинском факультете Лейпцигского университета Адиль Муганлы (брат Асильдара Муганлы), который в 1923 году выехал из Берлина в Париж.

### Судьба вернувшихся в Азербайджан
Многие же выходцы из Азербайджана, окончив обучение, приняли решение вернуться и начать трудиться на благо Родины.
Дома выпускники продолжали встречаться и обмениваться радостями и неудачами. Со временем эти люди, которые выехали из независимого Азербайджана и прожили 5-10 лет в Европе, начали, как отмечает исследователь Мамед Джафаров, сравнивать капиталистические способы хозяйствования с советскими и приходили к мысли о необходимости пассивной или активной борьбы с существующим строем.

#### Достижения
Своей работой и знаниями вернувшиеся на родину выпускники европейских вузов достигли больших успехов. Некоторые становились директорами заводов, другие — руководителями нефтяных промыслов и руководящими работниками. Среди них были и удостоенные правительственных наград, вплоть до ордена Ленина.
К примеру, выпускник Дрезденского политехнического института Юсуф Агасибейли с 1931 года работал в Гяндже главным механиком на масложирзаводе. Выпускник Горного института Фрайбурга Ашраф Алиев стал директором конторы бурения треста «Кагановичнефть», а в 1932 году был удостоен ордена Ленина. Окончивший Прусский Высший текстильный институт города Котбус Теймур Асланов был директором Текстильного комбината в Гяндже. Самандар Ахундов, также окончивший Горный институт Фрайбурга, работал ответственным исполнителем в секции по тяжёлой промышленности Госплана Азербайджанской ССР. Также являвшаяся выпускником Горного института Фрайбурга Динара Кязымова после возвращения в Азербайджан работала в секции промышленности страны.
Вернувшийся в Баку в 1925 году выпускник Горного института Парижа Аслан Везирзаде преподавал в Азербайджанском политехническом институте, где был заведующим кафедрой кристаллографии, минералогии и петрографии, а позже удостоился звания Заслуженного деятеля науки Азербайджанской ССР.
Выпускник Технического института города Дармштадт Бахрам Гусейнзаде работал в Гяндже начальником Электрохозяйства текстильного комбината, а позже в Баку руководил сектором «Азсельэлектро» при НКЗ Азербайджанской ССР. Асильдар Муганлы, который в 1925 году окончил юридический факультет Лейпцигского университета, в Азербайджан вернулся в 1927 году, с 1930 по 1933 год работал консультантом, а позднее — заведующем группой кассового планирования в Азербайджанском Госбанке. Выпускник Технического института Дармштадта Махиш Сафаров в 1926 году вернулся в Азербайджан и работал преподавателем немецкого языка в Педтехникуме Наркомпроса. Окончивший в 1929 году Шарлотенбургский политехнический институт Искендербек Султанов вернулся в СССР в 1933 году и устроился на работу в трест «Электроразведка» Азнефти.
Некоторые же после возвращения на родину разными путями пытались эмигрировать обратно. Среди тех, кому это удалось — выпускники Технического института города Дармштадт Усейн Шихиев и Мамед Эфендиев, которые, приехав в Баку в 1927 году, покинули СССР в 1930. Мирисмаил Сеидзаде, который после возвращения из Германии работал главным инженером Бактрамвая, вместе с женой эмигрировал в Германию в 1934 году.
Окончивший Высший Королевский экспериментальный аграрный институт итальянского города Перуджа Ахмед Раджабли после возвращения на родину работал директором сельскохозяйственного техникума в Загатале, организовал опытную сельскохозяйственную станцию, добившись взаимосвязанности этих двух структур. С 1931 по 1934 год Раджабли являлся заведующим кафедрой южно-технических культур Азербайджанского сельскохозяйственного института и, одновременно, консультантом Наркомата земледелия. В 1935 году Высшая аттестационная комиссия в Москве присвоила Раджабли ученое звание профессора, он был избран членом секции субтропических культур Всесоюзной академии сельскохозяйственных наук, а позднее стал академиком, членом президиума Азербайджанской сельскохозяйственной академии.
Отец художников Тогрула и Видади Нариманбековых Фарман Нариманбеков после окончания энергетического факультета Тулузского университета в 1929 году вернулся в Баку и стоял у истоков строительства Мингечевирской ГЭС.

#### Репрессии и реабилитация
Многие из вернувшихся на родину выпускников западных вузов были в 1930-х годах арестованы органами ГПУ НКВД как германские «шпионы» и сторонники восстановления независимости Азербайджана. Судя по анализу архивных материалов о репрессированных, в 30-е годы в инакомыслии и шпионаже подозревались граждане республики в той или иной степени связанные с Германией или же знакомые хотя бы с одним человеком немецкой национальности в Азербайджане. Во всех следственных делах направление на учёбу в Германию в годы АДР в записях НКВД уже звучало как криминал: «Был направлен мусаватистским правительством на учёбу в Германию».
| |  |  |
| Арестованные выпускники вузов Германии. Слева направо: Юсуф Агасибейли, Ашраф Алиев и Теймур Асланов |  |  |

В 1937 году был арестован Юсуф Агасибейли как участник «Антисоветского повстанческого движения». Арестованного в 1936 году органами НКВД Ашрафа Алиева обвиняли в шпионаже в пользу Германии и антисоветских высказываниях. В 1937 году он был привлечён по второму делу как активный участник повстанческой организации, целью которой было свержение советской власти в Азербайджане и отделение её от СССР. 18 октября 1937 года был арестован Теймур Асланов, которого обвинили в участии в националистической повстанческой организации и шпионской деятельности в пользу германской разведки и направили в лагерь в Сибирь. Самандар Ахундов был арестован органами ГПУ ещё в 1933 году. Бахрам Гусейнзаде, чья жена была германской подданой и в 1938 году была вынуждена вернуться на родину, в 1941 году был приговорён Верховным Судом СССР к 15 годам лишения свободы как член националистической повстанческой организации и шпион германской разведки. В 1956 году приговор был отменён за отсутствием состава преступления.
Как преступное деяние было расценено и распевание немецких песен в квартире Асильдара Муганлы, когда выпускники германских вузов вспоминали свои студенческие годы. Во время допроса на заявление следователя НКВД, что органам известно о том, что на квартире Муганлы распевались песни на немецком языке, Махиш Сафаров отвечал: «Да, иногда мы пели немецкие песни, но они не были политического содержания». Муганлы первый раз был арестован в 1933 году, с 1934 году был преподавателем немецкого языка в вузах Баку, а второй раз был арестован органами НКВД в 1935 году и выслан в Карагандинскую область. Махиш Сафаров же был арестован органами НКВД в 1936 году, и только в 1957 году после обращения в Верховный Суд СССР с просьбой о пересмотре дела был реабилитирован. В 1935 году органами НКВД был арестован и Искендербек Султанов.
Большевики репрессировали не только тех, кого правительство АДР направило учиться в Германию, но и граждан, командированных в первые годы советизации. Среди них был Али Рза Атаев, который окончил Лейпцигский университет, а после возвращения на родину в 1925 году прошёл путь от ассистента доцента кафедры акушерства и гинекологии Азербайджанского медицинского института до профессора и заведующего акушерско-гинекологической клиникой Азербайджанского института усовершенствования врачей, а в 1929 году получил степень доктора медицинских наук.
Фармана Нариманбекова также репрессировали. Он был уведён ночью прямо со стройки Мингечевирской ГЭС, где он тогда работал. После амнистии он вернулся в Мингечевир и был профессиональным энергетиком. 22 августа 1937 года был арестован и селекционер Ахмед Раджабли. Он был сослан в один из многочисленных лагерей ГУЛАГа, Магаданский ИТЛ и там, в суровых условиях Магадана создал подсобное хозяйство, где выводил морозоустойчивые сорта овощных культур. В 1946 году был освобождён и вернулся домой, где продолжил свои исследования.